# Palazzo Calcagnini (Ferrara)
Palazzo Calcagnini è un palazzo storico di origine rinascimentale che si trova a Ferrara in via Montebello.

## Origine del nome

Cortile del palazzo

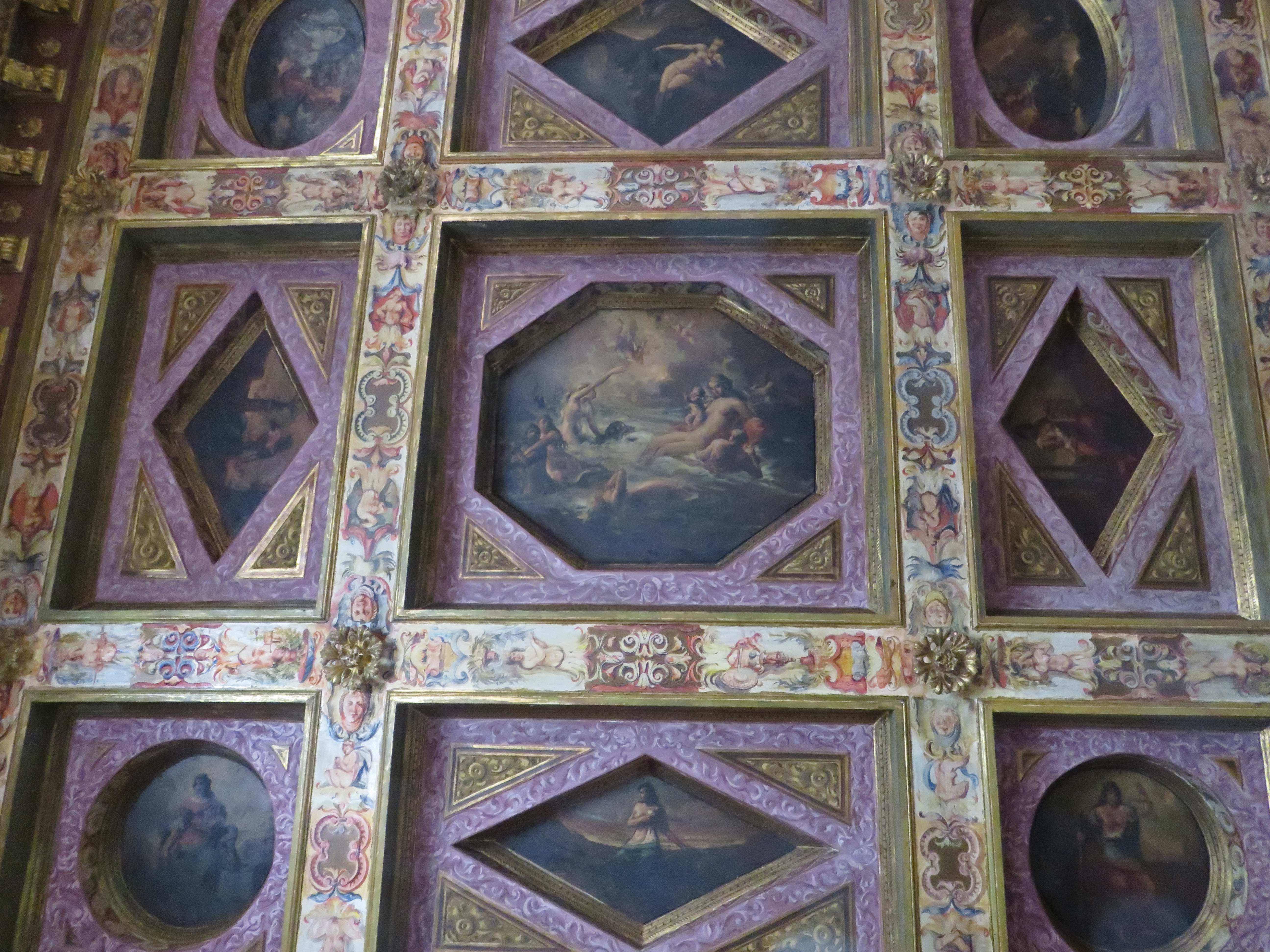
Particolare del soffitto a cassettoni nel grande salone al piano nobile

Il palazzo è conosciuto come palazzo Calcagnini dal nome della famiglia che l'abitò nel XVIII secolo. Il palazzo tuttavia, nel corso dei secoli, ebbe varie denominazioni legate alle famiglie che ne ebbero la proprietà. Fu quindi palazzo Grosoli Pironi, palazzo Grosoli Arlotti, palazzo Carpi, poi palazzo Calcagnini (o Caleagnini), poi palazzo Canonici, palazzo Boschini, palazzo Tibertelli e palazzo Neppi.

## Storia
Nella seconda metà del XVI secolo Giulio Trotti, che abitava in via Montebello, per grossi problemi di debiti cedette un terreno vicino a casa propria a Giacomo Grana, suo creditore e uomo al servizio del cardinale Luigi d'Este. Il Grana fece costruire il palazzo che ci è pervenuto, completato nel 1574. Intorno al 1722 l'edificio venne ampliato con l'aggiunta del braccio di via Mentana. All'inizio del XX secolo la famiglia del conte Ermanno Tibertelli fu costretta per difficoltà economiche a vendere la casa che possedeva in via Mortara e venne ospitata dal conte Giovanni Grosoli Pironi, nota personalità cattolica ferrarese, in quel momento proprietario del palazzo. Dal 1906 quindi il palazzo nobiliare divenne resindenza dei Tibertelli e Luigi Filippo Tibertelli, meglio conosciuto come Filippo de Pisis, vi visse a lungo iniziando a dipingere in quelle stanze. De Pisis qui vi ricevette gli amici Giorgio de Chirico e Alberto Savinio che De Pisis probabilmente conobbe nel 1916 quando vivevano con la madre Gemma Cervetto nella stessa via, al numero 24. Nel palazzo De Pisis vi organizzò mostre e abbandonò il palazzo solo quando traslocò a Roma, nel 1920, e poi a Parigi De Pisis esponeva i suoi lavori nei piani superiori, nelle scuderie in cortile e nel mezzanino, al quale si arrivava dal giardino interno. De Pisis sembra che amasse recitare in giardino poesie di Giacomo Leopardi. In tempi successivi, dopo la prima guerra mondiale, il palazzo entrò tra le proprietà di Emilio Arlotti, deputato e senatore del Regno d'Italia, vicino a Italo Balbo, fucilato per rappresaglia durante l'eccidio del Castello Estense del 1943 come antifascista. Sembra infatti che Arlotti nel giugno di quell'anno abbia ospitato nel palazzo alcuni gerarchi fascisti per tentare far cadere Mussolini. In tempi recenti il palazzo è divenuto sede di Confindustria Ferrara.

## Descrizione
Il palazzo si trova a Ferrara in via Montebello al numero 33, area cittadina interessata dall'ampliamento dell'Addizione Erculea voluto da Ercole I d'Este. Si presenta come un tipico edificio a corte centrale con il corpo principale che si affaccia su via Montebello. L'ala laterale meridionale si affaccia su via Mentana ed è stata aggiunta intorno al 1722. L'ala laterale meridionale in origine aveva la funzione di scuderia. Il portale di accesso monumentale di via Montebello è incorniciato in bugnato con arco a tutto sesto sormontato al centro dallo stemma nobilare dei Grosoli. Dall'ingresso si accede alle staze superiori e al cortile. Le varie stanze al piano nobile sono arricchite da affreschi e decorazioni, in particolare il grande salone di ingresso è decorato con un soffitto a cassettoni mentre la sala detta della Presidenza conserva con decorazioni del XVIII secolo. Alcuni interni vennero affrescati da artisti della scuola di Francesco Migliari Il giardino interno è stato voluto nelle forme che ci sono pervenute in particolare dal conte Grosoli. Negli anni trenta del XX secolo venne realizzato il tamponamento secondo lo stile rinascimentale e in parte secondo i modelli dell'architettura medievale.